# Lioré et Olivier LeO 25

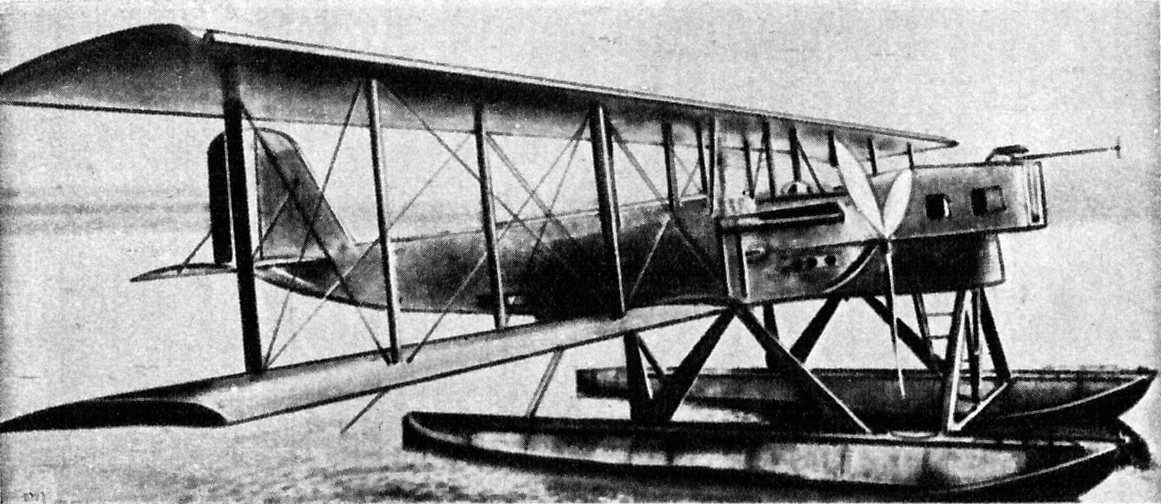
LeO H-256

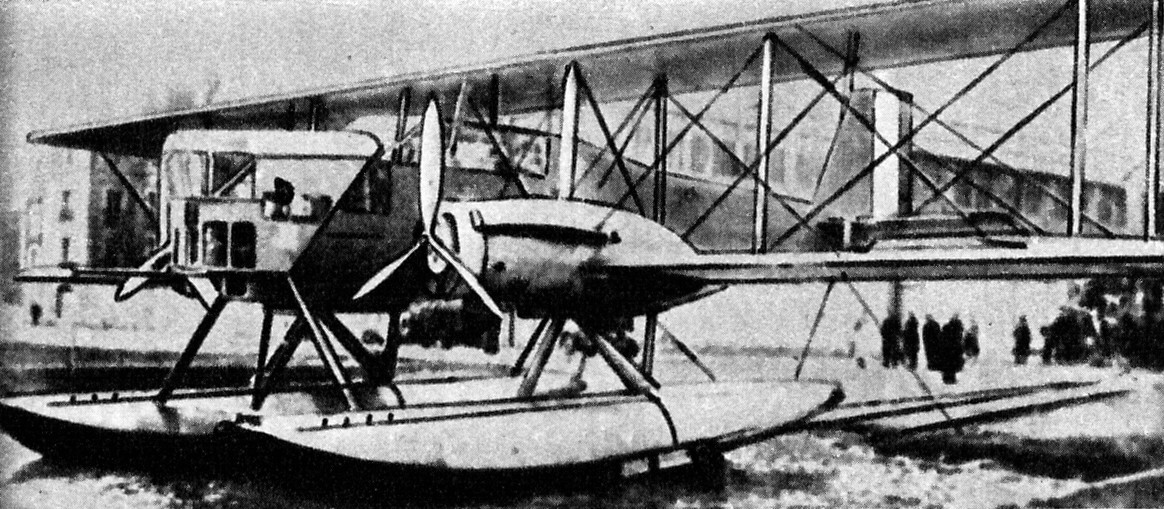
LeO H-259

Lioré et Olivier LeO 25 là một loại máy bay ném bom chế tạo tại Pháp trong thập niên 1920.

## Biến thể
- LeO 25
- LeO 252
- LeO 253
- LeO H-254
- LeO H-255
- LeO H-256
- LeO H-257
  - LeO H-257bis
- LeO H-258
- LeO 259

## Quốc gia sử dụng
France
- Aéronavale

 Brasil
 România

## Tính năng kỹ chiến thuật (LeO H-257bis)
Đặc điểm tổng quát
- Kíp lái: 5
- Chiều dài: 17,54 m (57 ft 7 in)
- Sải cánh: 25.50 m (83 ft 8 in)
- Chiều cao: 6.80 m (22 ft 3 in)
- Diện tích cánh: 133.5 m2 (1,437 ft2)
- Trọng lượng rỗng: 5.300 kg (11.680 lb)
- Trọng lượng có tải: 9.560 kg (21.080 lb)
- Powerplant: 2 × Gnome-Rhône 14Knrs/Kors, 650 kW (870 hp) mỗi chiêc

Hiệu suất bay
- Vận tốc cực đại: 230 km/h (140 mph)
- Tầm bay: 1.500 km (930 dặm)
- Trần bay: 8.000 m (26.200 ft)

Vũ khí trang bị
- 3 × súng máy Darne 7,5 mm
- 700 kg (1,320 lb) bom hoặc 1 × ngư lôi DA